# تیراندازی در موسم بارندگی
تیراندازی در موسم بارندگی (به انگلیسی: Monsoon Shootout) فیلمی هندی محصول سال ۲۰۱۳ و به کارگردانی آمیت کومار است. در این فیلم بازیگرانی همچون نوازالدین صدیقی، ویجی وارما، تانیشتا چاتراجی، نیراج کابی، گتانجالی تاپا و سرجیتا دی ایفای نقش کرده‌اند.